# Princípio de Hamilton

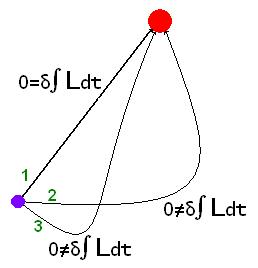
Na imagem aparecem uma carga positiva fixa (em vermelho) e um elétron livre (em azul). De todas as trajetórias possíveis, qual escolherá o elétron? O princípio da ação mínima determina que o caminho 1 será o eleito.

Na física, o Princípio de Hamilton, por vezes conhecido como Princípio de Mínima Ação, ou popularmente por princípio do menor esforço, estabelece que a ação - uma grandeza física com dimensão equivalente à de energia multiplicada pela de tempo (joule-segundo no Sistema Internacional de Unidades) - possui um valor estacionário, seja ele máximo, mínimo ou um ponto de sela para a trajetória que será efetivamente percorrida pelo sistema em seu espaço de configuração.
Embora por alguns inadequadamente assumido como um princípio de mínima ação - talvez por razões históricas atrelada as primeiras proposições de princípio semelhante, entre outros por Pierre-Louis Moreau de Maupertuis - a condição extrema da ação conforme postulada pelo princípio de Hamilton nem sempre é caracterizada pela condição de mínimo. A presença de uma condição de máximo, mínimo ou sela deve a rigor ser determinada a posteriori - após conhecida a trajetória que extremiza a ação - entre outros mediante o uso do teorema de Morse, a exemplo.
O princípio de Hamilton é um pressuposto básico da mecânica clássica e da mecânica relativista para descrever a evolução ao longo do tempo tanto do movimento de uma partícula ou sistema de partículas como de um campo físico. Também em mecânica quântica, Paul M. Dirac, seguido por Julian Schwinger e Richard Feynman construíram formulações inspiradas nesse princípio.

## Histórico
A primeira formulação formal de um princípio de extremo no campo da mecânica se deve a Pierre-Louis Moreau de Maupertuis (1744), que disse que a "natureza é econômica em todas as suas ações". Seu princípio extremizava o que hoje se conhece por ação reduzida, que envolvia apenas um termo diretamente proporcional à energia cinética, e não a lagrangiana conforme hoje encontrada no princípio de Hamilton. A ideia geral é contudo antiga, e há milênios Heros de Alexandria (10 -70 DC) já havia proposto o conceito de raios de luz e que essa viaja sempre em linha reta quando em meio homogêneo, em clara alusão a um princípio de menor distância entre dois pontos; princípio no futuro ampliado por Pierre de Fermat, que introduziu a ideia de que os raios de luz, em situações ópticas tais como a refração e a reflexão, seguem um princípio de menor tempo, princípio esse válido ainda hoje e atualmente conhecido como princípio de Fermat em sua homenagem.
Em termos históricos D'Alembert havia formulado um ano antes o princípio de d'Alembert e o conceito de trabalho virtual, o que permitiu generalizar-se as leis de Newton no que denomina-se atualmente por mecânica lagrangiana, fazendo-o de forma a permitir cálculos com escalares ao invés de vetores e a resolução de problemas envolvendo vínculos, cujas forças não são a priori conhecidas, entre outros. A mecânica de Lagrange conduziu automaticamente a equações notoriamente vinculadas ao princípio de extremo.
Entre os que deram prosseguimento ao desenvolvimento da ideia de Maupertuis se incluem Euler e Leibniz. A formulação moderna do princípio de extremo no campo da mecânica conforme hoje adotada, com base na lagrangiana L = T - U, deve-se contudo a William Rowan Hamilton (1805-1865).
Partindo-se do princípio de extremização da ação, esse conduz diretamente à formulação hamiltoniana e por conseguinte, via Transformada de Legendre e/ou formalismo matemático adequado, também à formulação lagrangiana da mecânica clássica.
Ainda que sejam em princípio mais difíceis de se aprender, sobretudo devido à matemática atrelada, o formalismo lagrangeano e hamiltoniano têm a vantagem que suas cosmovisões são mais aplicáveis à teoria da relatividade e à mecânica quântica do que as leis de Newton; entre outros por darem enfase a grandezas escalares como energias cinética e potencial, e não às vetoriais como força e aceleração, embora não obstantes ainda presentes, se necessário.

## Formulação

### A integral de ação para partículas
A formulação do princípio para um sistema lagrangeano é estabelecido em um sistema de coordenadas generalizadas, que podem ou não corresponder a coordenadas do sistema cartesiano, esférico ou polar típicos, sobre o espaço de configuração - ou sobre uma parte do mesmo chamada carta local. A adoção de coordenadas atípicas ocorre quase sempre quando há vínculos no sistema, o que geralmente permite a redução do número de graus de liberdade do mesmo.
De todas as trajetórias possíveis que transcorrem entre o instante t1 e t2 levando o sistema de uma configuração inicial 1 a uma configuração final 2 associadas, o sistema percorrerá aquela que extremize - em grande parte dos casos a que minimiza - a ação S. A magnitude da ação atrelada a cada trajetória é determinável pela integral:

{\displaystyle S_{\left(q_{i},{\dot {q}}_{i}\right)}=\int _{t_{1}}^{t_{2}}L_{(q_{i},{\dot {q}}_{i},t)}dt}   

em que:
{\displaystyle q_{i(t)}\,} são as coordenadas paramétricas de uma trajetória possível.
{\displaystyle L_{(q_{i},{\dot {q}}_{i},t)}\,} é a função lagrangiana do sistema, definida por L = T - U, com T representando a energia cinética e U a energia potencial generalizada do sistema.
O problema resume-se, pois, em encontrar as equações horárias {\displaystyle q_{i(t)}} para as coordenadas, e por conseguinte as equações para {\displaystyle {\dot {q}}_{i(t)}}, que extremizem {\displaystyle S_{(q_{i(t)},{\dot {q}}_{i(t)})}}. Isto é, procura-se por funções que extremizem o funcional S. Para encontrar tais funções há um ferramental matemático específico denominado cálculo variacional.

### Equações de Euler-Lagrange para partículas
Pode-se demonstrar, mediante princípios variacionais, que de todas as trajetórias possíveis, a que implica um mínimo (ou, mais apropriadamente, uma condição estacionária) para a expressão anterior é a que implica, para todo i, a seguinte situação:

{\displaystyle \delta S=\delta \int _{t_{1}}^{t_{2}}L_{(q_{i},{\dot {q}}_{i},t)}dt=0}   

ou seja, que a variação {\displaystyle \delta S} da ação seja zero para desvios de caminhos diferencialmente próximos ao caminho efetivamente seguido para o sistema no espaço de configurações, seja esse qual for. Trata-se de um raciocínio semelhante ao empregado em funções elementares, onde, nos pontos extremos, a primeira derivada da função anula-se. O raciocínio mostra-se aqui, contudo, estendido ao domínio dos funcionais.
Desta expressão deduzem-se as equações de Euler-Lagrange, dentre elas:
{\displaystyle {\frac {d}{dt}}\left({\frac {\partial L}{\partial {\dot {q}}_{i}}}\right)-{\frac {\partial L}{\partial q_{i}}}=0}   
a partir das quais, uma vez conhecida a lagrangiana do sistema como função das coordenadas generalizadas, pode-se determinar as equações diferenciais que levam diretamente aos  {\displaystyle q_{i(t)}} procurados.